# Draa el Mizan
Draa-El-Mizan är en ort i Algeriet.   Den ligger i provinsen Bouira, i den norra delen av landet, 70 km öster om huvudstaden Alger. Draa-El-Mizan ligger 410 meter över havet och antalet invånare är 41 263.
Terrängen runt Draa-El-Mizan är kuperad, och sluttar norrut. Runt Draa-El- Mizan är det ganska tätbefolkat, med 155 invånare per kvadratkilometer. Närmaste större samhälle är Boghni, 10,7 km öster om Draa-El-Mizan. Trakten runt Draa-El-Mizan består till största delen av jordbruksmark.